# Pierre Mouallem
 Pierre Mouallem M.S.P. (sinh 1928) là một Giám mục người Israel của Giáo hội Công giáo nghi lễ Greek-Melkites, trực thuộc Giáo hội Công giáo Rôma. Ông nguyên là Tổng giám mục chính tòa Tổng giáo phận Akka, nghi lễ Greek-Melkites. Trước khi trở thành Tổng giám mục, ông còn đảm nhận các nhiệm vụ khác như Giám mục chính tòa Giáo phận Nossa Senhora do Paraíso em São Paulo, thuộc Brasil và Bề Trên Tổng quản Dòng Truyền giáo Thánh Phaolô.

## Tiểu sử
Tổng giám mục Pierre Mouallem sinh ngày 10 tháng 5 năm 1928 tại Aïlaboun, thuộc Israel. Sau quá trình tu học dài hạn tại các cơ sở chủng viện, ngày 21 tháng 11 năm 1955, Phó tế Mouallen, 27 tuổi tiến đến việc được truyền chức linh mục. Tân linh mục là linh mục của Dòng Truyền giáo Thánh Phaolô, nghi lễ Greek-Melkites [tên chính:Society of Missionaries of Saint Paul; viết tắt là M.S.P.]. Từ năm 1975, linh mục Mouallem trở thành Bề trên Tổng quyền Dòng Truyền giáo Thánh Phaolô và kết thúc nhiệm vụ này năm 1987.
Sau gần 35 năm thực hiện các hoạt động mục vụ của một linh mục truyền giáo, nổi bật với vai trò Bề trên Tổng quyền, ngày 20 tháng 4 năm 1990, linh mục Pierre Mouallem, 62 tuổi, được loan báo rằng đã được tuyển chọn vào hàng Giám mục, cụ thể với vị trí Giám mục chính tòa Giáo phận Nossa Senhora do Paraíso em São Paulo, tại Brasil, nghi lễ Greek-melkites. Lễ tấn phong cho vị giám mục tân cử đã được cử hành sau đó vào ngày 29 tháng 6 cùng năm, với phần nghi thức truyền chức chính yếu do 3 giáo sĩ cấp cao cử hành. Chủ phong cho vị tân giám mục là Thượng phụ Maximos V Hakim, Thượng phụ Tòa Thượng phụ Antioch, nghi lễ Greek-Melkites. Hai vị còn lại với vai trò phụ phong gồm có Tổng giám mục Jean Mansour, S.M.S.P., Giám mục Phụ tá Tòa Thượng phụ Antioch, nghi lễ Greek-Melkites và Tổng giám mục Jean Assaad Haddad, Tổng giám mục chính tòa Tổng giáo phận Tyr, cũng thuộc Giáo hội Greek-Melkites.
Tám năm phục vụ tại một giáo phận Nam Mỹ, ngày 29 tháng 7 năm 1998, Giám mục Pierre Mouallem được thuyên chuyển về quê nhà Israel, thăng Tổng giám mục chính tòa Tổng giáo phận Akka [San Giovanni d’Acri; Tolemaide], nghi lễ Greek-Melkites. Ông từ nhiệm sau đó vào ngày 18 tháng 7 năm 2003 vì l1i do tuổi tác theo quy định của Giáo luật.